# Pekka Markkanen

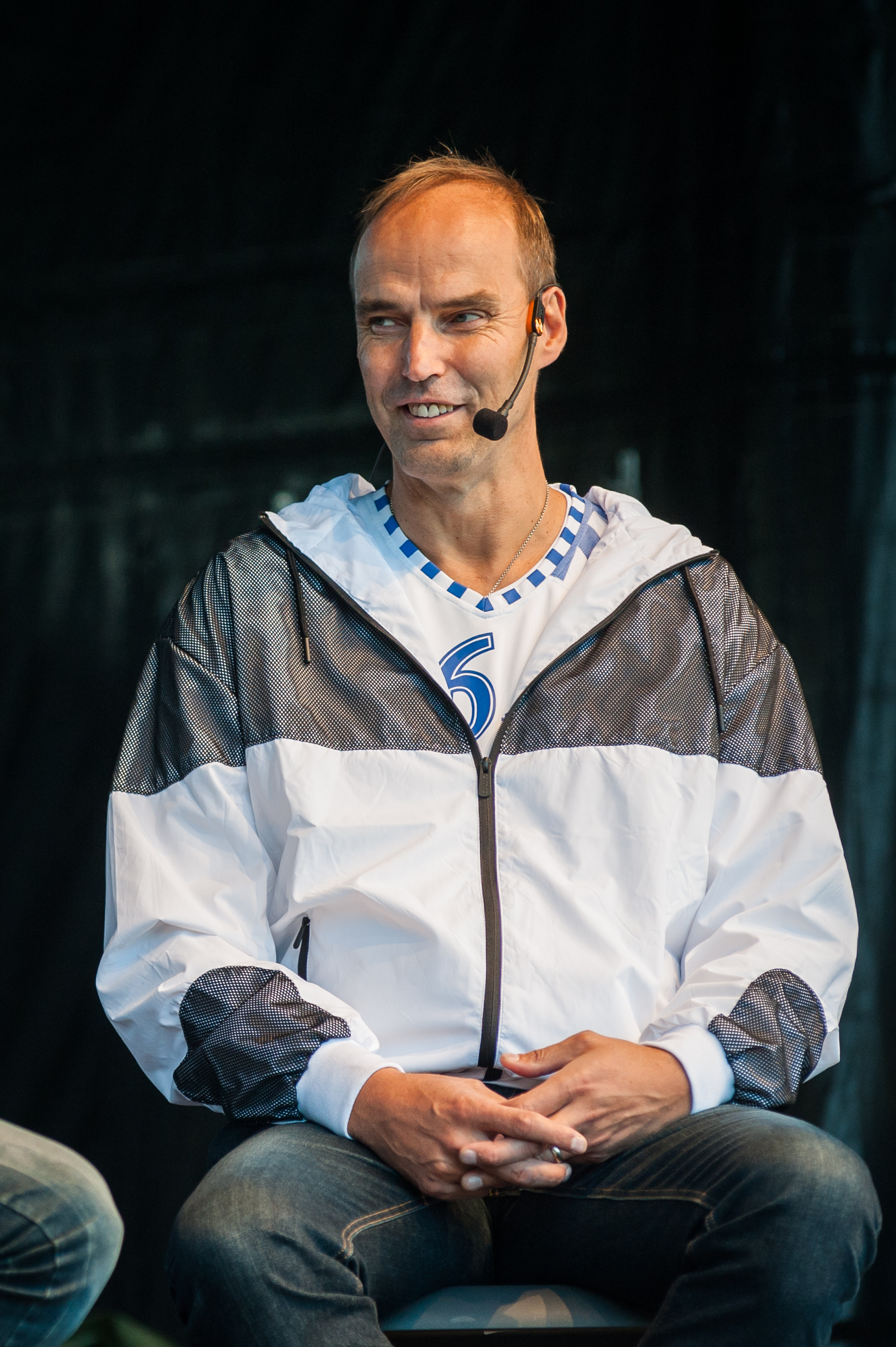
Pekka Markkanen, 2017

Juha Pekka Markkanen (* 28. Mai 1967 in Pori) ist ein ehemaliger finnischer Basketballspieler.

## Laufbahn
Der 2,07 Meter messende Markkanen spielte von 1985 bis 1988 bei Helsingin NMKY in Finnlands erster Liga, Korisliiga. 1987 wurde er mit der Hauptstadtmannschaft finnischer Meister. Nachdem er 1987/88 mit 12,3 Punkten sowie 6,1 Rebounds je Begegnung auf sich aufmerksam gemacht hatte, wechselte er innerhalb der Spielklasse zum Verein HoNsU in die Stadt Jyväskylä. Nach einem Jahr dort ging der Innenspieler für ein Jahr an die University of Kansas in die Vereinigten Staaten. Er bestritt in der Saison 1989/90 34 Spiele für Kansas und kam auf 6,9 Punkte und 3,9 Rebounds je Begegnung.
In Folge seines Abstechers in die NCAA spielte Markkanen von 1990 bis 1993 wieder für HoNsU, war dort Führungsspieler und erzielte 1992/93 mit 18,5 Punkten pro Begegnung seinen besten Korisliiga-Wert in dieser Kategorie, zudem holte er im Schnitt 10 Rebounds pro Spiel. 1993 wechselte er wieder ins Ausland, nahm ein Angebot des spanischen Zweitligisten St. Josep Badalona an. 1994/95 spielte er bei Zalaegerszeg in Ungarn, 1995/96 dann bei TTL Bamberg in der deutschen Basketball-Bundesliga. Mit den Franken erreichte er das Bundesliga-Halbfinale und die Vorschlussrunde im DBB-Pokal, Markkanen erzielte in der Bundesliga im Durchschnitt 2,5 Punkte je Einsatz.
Von 1996 bis 1998 stand Markkanen in seinem Heimatland bei Torpan Pojat unter Vertrag, gewann mit der Mannschaft 1998 den Meistertitel. Ihn zog es im Vorfeld der Saison 1998/99 zu SLUC Nancy in die französische Ligue Nationale de Basket. Dort erzielte er im Saisonverlauf 4,2 Punkte sowie 3,3 Rebounds pro Einsatz. Im Spieljahr 1999/2000 bestritt er noch sechs Ligaspiele für Nancy, ging dann zu Torpan Pojat zurück. 2001/02 stand er in Diensten des BC Jyväskylä, danach zog er sich aus dem Leistungsbasketball zurück. Während der Saison 2007/08 kam es zu einer kurzzeitigen Rückkehr, als Markkanen für den Verein Kataja Joensuu ein Erstligaspiel bestritt. Insgesamt stand er im Laufe seiner Spielerzeit in 426 Korisliiga-Partien auf dem Feld. Er nahm mit der finnischen Nationalmannschaft an der Europameisterschaft 1995 teil, Markkanen erreichte im Turnierverlauf einen Punkteschnitt von 7,5. Insgesamt wurde er in 129 Länderspielen eingesetzt.
Sein Sohn Lauri Markkanen wurde ebenfalls Berufsbasketballspieler, sein Sohn Eero Markkanen schlug eine Fußballlaufbahn ein.